# Daiana Mir
Daiana Mir es una bióloga, profesora e investigadora uruguaya. 

## Biografía
Mir recibió el título de licenciada en Ciencias Biológicas por la Facultad de Ciencias de la Universidad de la República (UdelaR) en 2010. En el 2014 culminó su maestría en Bioinformática por el Programa de Desarrollo de las Ciencias Básicas (PEDECIBA). El mismo año comenzó el doctorado en Ciencias, opción Biología Computacional y Sistemas en la Fundación Oswaldo Cruz de Brasil, el cual terminó en 2018. Su tesis doctoral se titula: "Comparative Phylodynamics of HIV-1 Subtype B, Subtype C and CRF02_AG Epidemics Across Different Geographical Regions."
En el presente, es profesora adjunta grado 3, de la Unidad de Genómica y Bioinformática del Departamento de Ciencias Biológicas del Centro Universitario Regional Litoral Norte de la Universidad de la República. También es investigadora grado 3 del PEDECIBA e investigadora nivel I del Sistema Nacional de Investigadores (SNI).
En 2023 ganó el Premio L'Oréal UNESCO para las Mujeres en Ciencia. Su proyecto busca fortalecer la vigilancia genómica del Virus de la Inmunodeficiencia Humana Tipo 1 (VIH-1) en Uruguay.